# Janusz Sroka
Janusz Sroka (ur. 27 września 1954 w Krakowie) – były polski piłkarz, grający na pozycji napastnika lub obrońcy, młodzieżowy reprezentant kraju U-18. W 1972 r. z kadrą U-18 zdobył 3. miejsce mistrzostw Europy U-18 w Hiszpanii.

## Kariera zawodnicza
Wychowanek Cracovii, w barwach której jeden raz wystąpił w ekstraklasie. Nastąpiło to 23 listopada 1969 na dawnym stadionie „Pasów”, w meczu 12. kolejki ówczesnej I ligi sezonu 1969/70 pomiędzy Cracovią a Szombierkami Bytom (1:1). W dniu debiutu Sroka miał 15 lat i 57 dni, stając się tym samym najmłodszym piłkarzem w historii, który zagrał w spotkaniu najwyższej klasy rozgrywkowej. Dopiero niemal 54 lata później jego rekord poprawił Igor Pieprzyca, który 27 października 2023 - w wieku 15 lat i 19 dni - zadebiutował w pojedynku 13. kolejki sezonu 2023/24 Korony Kielce z Puszczą Niepołomice (5:3).
Po epizodzie w Hutniku Kraków (1973–1975), w latach 1975–1983 był graczem Szombierek Bytom, stając się jedną z legend tego klubu. W ich barwach rozegrał 230 meczów w ekstraklasie, zdobywając w nich 36 bramek. W sezonie 1979/80 zdobył z Szombierkami jedyne mistrzostwo Polski. W kolejnym sezonie walnie przyczynił się do zajęcia przez swoją drużynę 3. miejsce w I lidze, co dało kwalifikację do Pucharu UEFA. 16 września 1981 w meczu z Feyenoordem w Rotterdamie przy stanie 0:0 nie wykorzystał rzutu karnego (których był etatowym wykonawcą), ponieważ – według słów ówczesnego trenera Huberta Kostki – został zdekoncentrowany przez Willema van Hanegema rzucającego mu pod nogi podczas rozbiegu fragment murawy boiska. Ze względu na boiskową brutalność – jesienią 1978 r. w ciągu tygodnia złamał nogę Emilowi Szymurze z ROW Rybnik i Jerzemu Dworczykowi z Zagłębia Sosnowiec – nazywany był „Marchwickim” lub „wampirem z Dąbrowy”.
W 1983 r. uzyskał zgodę władz PRL na kontynuowanie kariery zagranicą, dzięki czemu mógł wyjechać do Francji. W latach 1983–1986 grał w II-ligowym CS Sedan Ardennes (Division 2), z którym w edycji 1985/86 spadł do III ligi (Division 3). Przez trzy sezony we francuskiej Division 2 rozegrał 93 spotkania, nie zdobywając gola. W 1986 r. przeszedł do lokalnego rywala – US Revin (Union sportive revinoise), w barwach którego występował do 1992 r., gdy zakończył karierę zawodniczą. Z US Revin pięciokrotnie wywalczył regionalne trofeum – Puchar Ardenów (1987, 1988, 1989, 1990, 1992).